# Графический дизайн

Графические символы часто бывают функционалистскими и анонимными, как показывают пиктограммы Службы национальных парков США.

Графический дизайн — художественно-проектная деятельность по созданию гармоничной и эффективной визуально-коммуникационной среды. С другой стороны, графический дизайн − это форма визуальной коммуникации с использованием текста, изображений или продвижения посыла для представления информации.
Графический дизайн вносит инновационный вклад в развитие социально-экономической и культурной сфер жизни, способствуя формированию визуального ландшафта современности. Разновидность дизайна, модернизированная форма рисованной и печатной прикладной графики (типографики) с использованием новых промышленных технологий (компьютерная графика, веб-дизайн), тиражирования и внедрения дизайн-продукта в среду визуальной коммуникации. Искусство графического дизайна включает в себя целый ряд когнитивных навыков и ремесел, включая типографику, разработку изображений и верстку страниц.
Графические дизайнеры создают и комбинируют символы, изображения и текст для формирования визуальных представлений идей и сообщений. Они используют типографику, изобразительное искусство и методы компьютерной вёрстки для создания визуальных композиций. Графический дизайн традиционно используется в статических носителях, таких как книги, журналы и брошюры. Кроме того, с появлением компьютеров графический дизайн используется в электронных СМИ − часто его называют интерактивным дизайном или мультимедийным дизайном. Прагматика графического дизайна определяет его технико-коммуникационные разновидности: корпоративно-рекламный дизайн (рекламу, логотипы и брендинг, упаковку продукции, «наружную рекламу»), редакционно-издательский дизайн (оформление книг, журналы, газеты, буклеты, флаеры).

## История

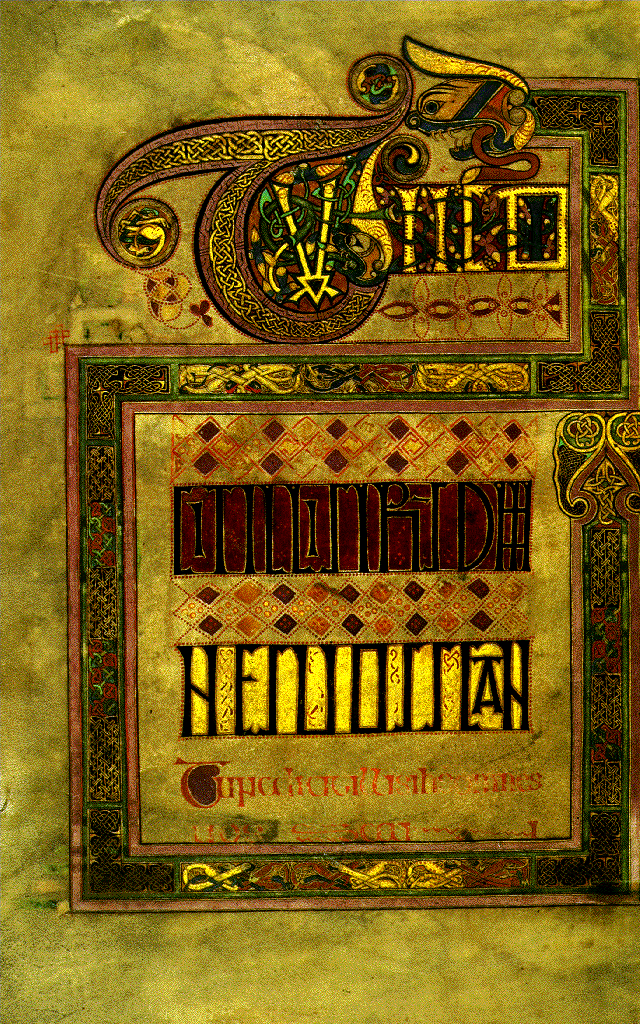
Страница из Келлской книги: фолио 114v, декорированный текст. Tunc dicit illis

Термин графический дизайн был придуман Уильямом Аддисоном Двиггинсом в 1922 году. Тем не менее, происхождение графического дизайна можно проследить от истоков происхождения человечества, от пещер Ласко, до римской Колонны Траяна, до иллюминированных рукописей средневековья, до неоновых огней Гиндзы в Токио. В «Вавилоне ремесленники прессовали клинообразные надписи в глиняные кирпичи или таблички, которые использовались для строительства. Кирпичи дали информацию, такую как имя правящего монарха, строителя или какого-то другого сановника». Это был первый известный дорожный знак с объявлением имени губернатора штата или мэра города. Египтяне развивали связь с помощью иероглифов, в которых использовались графические символы, датируемые 136 г. до н. э., найденные на Розеттском камне. «Розеттский камень, найденный одним из инженеров Наполеона, представлял египетского правителя Птолемея как „истинного Сына Солнца, Отца Луны и Хранителя счастья людей“» Египтяне также изобрели папирус, бумагу, сделанную из тростника, найденного вдоль Нила, на котором они транскрибировали рекламу, более распространенную среди их людей в то время. В течение Темных веков, в период с 500-х по 1450-е годы, монахи создавали сложные иллюстрированные рукописи.
И истории, и визуальных коммуникаций XX—XXI веков различие между рекламой, искусством, графическим дизайном и изобразительным искусством исчезло. Они имеют много общих элементов, теорий, принципов, практик, языков и иногда одного и того же благотворителя или клиента. В рекламе конечной целью является продажа товаров и услуг. В графическом дизайне «суть состоит в том, чтобы навести порядок в информации, сформировать идеи, выразить и почувствовать артефакты, документирующие человеческий опыт».
Графический дизайн в США начался с Бенджамина Франклина, который использовал свою газету «The Pennsylvania Gazette», чтобы овладеть искусством рекламы, продвигать свои собственные книги и влиять на массы. «Изобретательность Бенджамина Франклина возросла, как и его хитрость, и в 1737 году он заменил своего коллегу в Пенсильвании Эндрю Брэдфорда в качестве почтмейстера и печатника после конкурса, который он учредил и выиграл. Он продемонстрировал свое мастерство, разместив объявление в своем журнале „General Magazine“ и „Исторической хронике британских плантаций в Америке“ (предшественнике „Sunday Evening Post“), в котором подчеркивались преимущества предлагаемой им печи, названной „Камин Пенсильвании“. Его изобретение все ещё продается сегодня и известно как печь Франклина».
Американская реклама изначально имитировала британские газеты и журналы. Рекламные объявления печатались в зашифрованном виде и неровными линиями, которые затрудняли чтение. Франклин лучше организовал это, добавив шрифт 14-го кегля для первой строки рекламы; хотя позже его укоротили и отцентрировали, сделав «заголовки». Франклин добавил иллюстрации, которые лондонские печатники не пытались сделать. Франклин был первым, кто использовал логотипы, которые были ранними символами, которые объявляли о таких услугах как оптики, показывая золотые очки. Франклин учил рекламодателей, что использование деталей важно для маркетинга их продуктов. Некоторые рекламные объявления занимали 10—20 строк, включая цвет, названия, разновидности и размеры предлагаемых товаров.

### Появление печати
Во время династии Тан (618—907) деревянные блоки были вырезаны для печати на текстиле, а затем для воспроизведения буддийских текстов. Буддийское писание, напечатанное в 868 году, является самой ранней из известных печатных книг. Начиная с XI века, более длинные свитки и книги были изготовлены с использованием наборного шрифта, что сделало книги широко доступными во времена династии Сун (960—1279).
В течение XVII—XVIII веков наборный шрифт использовался для рекламных листовок или торговых карточек, которые печатались с гравюры на дереве или меди. Эти документы сообщали о ведущемся кем-либо деле и его местонахождения. Английский художник Уильям Хогарт, использовавший свое мастерство в гравюре, был одним из первых дизайнеров для деловой торговли.
В 1448 году в Майнце Иоганн Гутенберг впервые использовал наборный шрифт для печатного станка, изготовленный из нового металлического сплава. Это сделало графику более доступной, поскольку массовая печать значительно снизила стоимость печатного материала. Раньше большинство рекламы было из уст в уста. Например, во Франции и Англии преступники объявляли о продаже продуктов точно так же, как это делали древние римляне.
Типография сделала книги более доступными. Альд Мануций разработал структуру книги, которая стала основой дизайна западной публикации. Эту эпоху графического дизайна называют гуманистическим или старым стилем. Кроме того, Уильям Кэкстон, первый в Англии печатник, выпускал религиозные книги, но с трудом продавал их. Он обнаружил использование оставшихся страниц и использовал их, чтобы объявить о книгах и разместить их на церковных дверях. Примерно в 1612 году эту практику назвали плакатами с надписью «squis» или «pin up posters» («прикалываемые афиши»), став первой формой печатной рекламы в Европе. Термин «siquis» пришел из эпохи Древнего Рима, где в публичных объявлениях указывалось «si quis» («если кто-нибудь…»). За этими печатными объявлениями последовали более поздние публичные реестры желаний, называемых объявлениями о разыскивании, а в некоторых областях, таких как первое периодическое издание в Париже, реклама называлась «советами». Сегодня аналогом «советов» являются рекламные рубрики или колонки.
В 1638 году Гарвардский университет получил печатный пресс из Англии. Прошло более 52 лет, прежде чем лондонский продавец книг Бенджамин Харрис получил ещё одну печатную машину в Бостоне. Он опубликовал газету «Публичные происшествия, как иностранные, так и отечественные». Она состояла из четырёх страниц и была запрещена правительством после первого выпуска.
Джону Кэмпбеллу приписывают первую газету, «Boston News-Letter», появившуюся в 1704 году. Газета была известна во время революции как «Еженедельники». Название пришло из 13 часов, необходимых для высыхания чернил на каждой стороне бумаги. «Решение состояло в том, чтобы сначала напечатать рекламу, а затем напечатать новости на другой стороне за день до публикации. Бумага состояла из четырёх страниц и содержала рекламу, по крайней мере, на 20—30 % от общего количества бумаги (страницы 1 и 4). Горячие новости были размещены внутри»Первоначальное использование Бостонское новостное письмо содержало собственные просьбы Кэмпбелла о рекламе от его читателей. Первое платное объявление Кэмпбелла было в его третьем издании, 7 или 8 мая 1704 года. Два из первых объявлений были для украденных наковален. Третий — недвижимость в Ойстер-Бей, принадлежащая Уильяму Брэдфорду, первопроходцу печатной продукции в Нью-Йорке, и первая, кто продал что-то ценное. Брэдфорд опубликовал свою первую газету в 1725 году, первую в Нью-Йорке, «New-York Gazette». Сын Брэдфорда предшествовал ему в Филадельфии, издавав «American Weekly Mercury» в 1719. Газеты «Меркурий» и «Massachusetts Gazette» впервые опубликованы днем ранее.

### Индустрия дизайна
В конце XIX века в Европе, особенно в Соединенном Королевстве, была выпущена первая официальная публикация печатного дизайна, отмечающая отделение графического дизайна от изобразительного искусства.
В 1849 году Генри Коул стал одной из главных сил в образовательном образовании в Великобритании, сообщив правительству о важности дизайна в своем журнале дизайна и производства. Он организовал Великую выставку как праздник современных промышленных технологий и викторианского дизайна.
С 1891 по 1896 год издательство Уильяма Морриса Kelmscott Press опубликовало некоторые из наиболее значительных продуктов графического дизайна движения « Искусство и ремесло» и занято прибыльным бизнесом по созданию и продаже стильных книг. Моррис создал рынок для графического дизайна самостоятельно и профессии для этого нового вида искусства. Kelmscott Press характеризуется одержимостью историческими стилями. Этот историзм был первой значительной реакцией на состояние графического дизайна девятнадцатого века. Работа Морриса, наряду с остальной частью движения частной прессы, напрямую повлияла на стиль модерн.

### Дизайн в XX веке

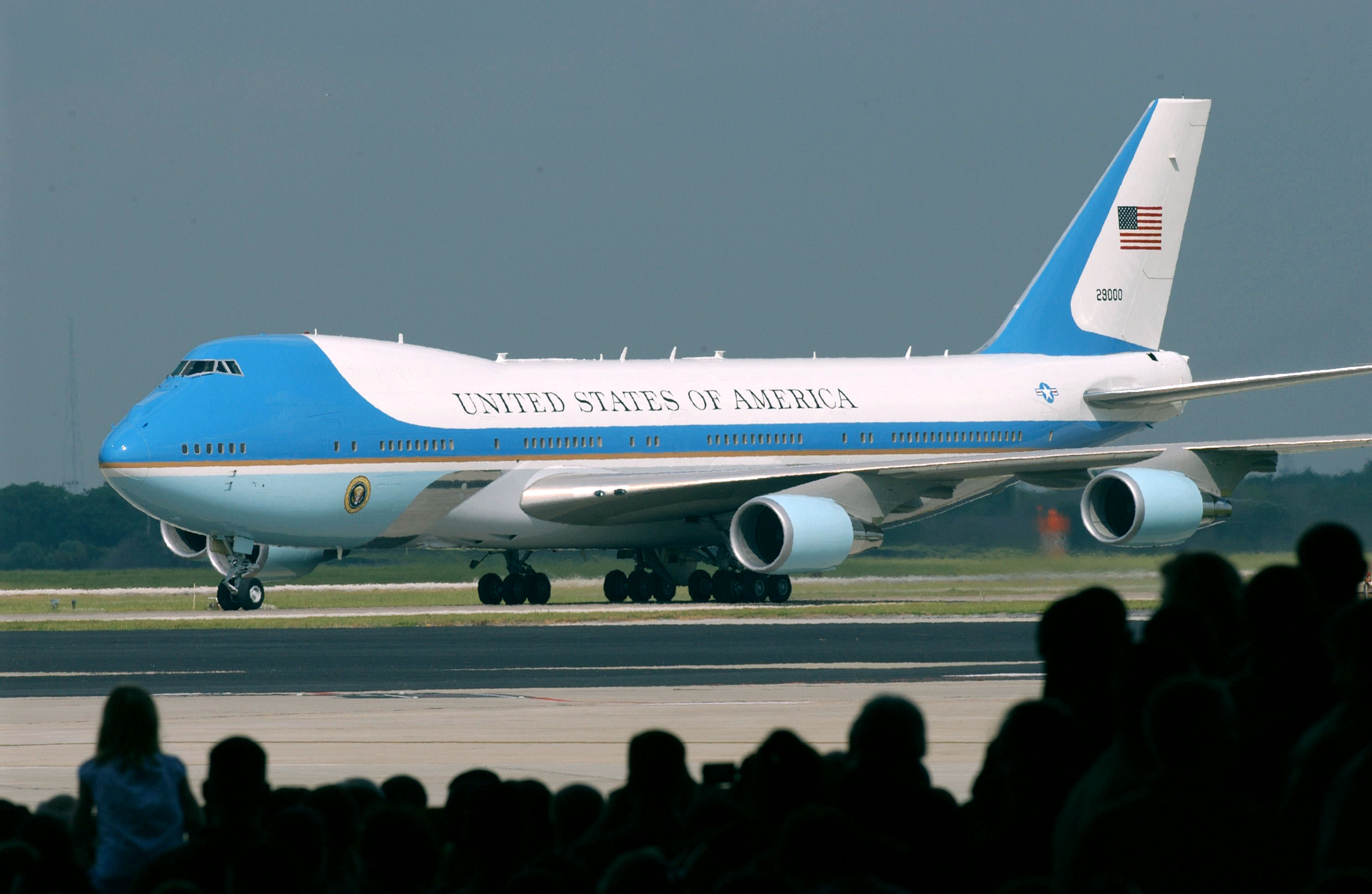
Самолёт Boeing 747 с ливреей, обозначающей его как Air Force One. Голубые формы, американский флаг, президентская печать и надпись Caslon, все были разработаны в разное время разными дизайнерами для разных целей и объединены дизайнером Раймондом Лоуи в этом едином дизайне одного самолёта.

Термин «графический дизайн» впервые появился в печати в эссе 1922 года «Новый вид печати призывает к новому дизайну» Уильяма Аддисона Двиггинса, американского дизайнера книг в начале XX века. «Графический дизайн» Раффе, опубликованный в 1927 году, был первой книгой, с этим термином в названии.
Вывески в лондонском метро являются классическим образцом дизайна современной эпохи и используют шрифт, разработанный Эдвардом Джонстоном в 1916 году.
В 1920-х годах советский конструктивизм применил «интеллектуальное производство» в различных сферах производства. Движение считало индивидуалистическое искусство бесполезным в революционной России и, таким образом, двигалось к созданию объектов для утилитарных целей. Они проектировали здания, театральные декорации, плакаты, ткани, одежду, мебель, логотипы, меню и т. д.
Ян Чихольд кодифицировал принципы современной типографии в своей книге 1928 года «Новая типография». Позже он отверг философию, которую поддерживал в этой книге, как фашизм, но она оставалась влиятельной. Чихольд, типографы Баухауза, такие как Герберт Байер и Ласло Мохоли-Надь и Эль Лисицкий, оказали большое влияние на графический дизайн. Они пионеры технологий производства и стилистические приемы, использовавшиеся на протяжении всего двадцатого века. В последующие годы графический дизайн в современном стиле получил широкое признание и применение. Американская экономика после Второй мировой войны показала большую потребность в графическом дизайне, главным образом в рекламе и упаковке. Распространение немецкой школы дизайна в Баухаузе в Чикаго в 1937 году принесло Америке «массовый» минимализм; зажигая «современную» архитектуру и дизайн. Известные имена в современном дизайне середины века включают Адриана Фрутигера, дизайнера шрифтов Univers и Frutiger; Пола Рэнда, который взял принципы Баухауза и применил их к популярной рекламе и дизайну логотипов, помогая создать уникальный американский подход к европейскому минимализму, в то же время став одним из главных пионеров графического дизайна, известного как корпоративная идентичность; Алекса Стейнвейса, которому приписывают изобретение обложки альбома; Йозефа Мюллера-Брокмана, который разрабатывал плакаты в строгой, но доступной манере, типичной для эпох 1950-х и 1970-х годов.
Индустрия профессионального графического дизайна развивалась параллельно с консьюмеризмом. Это вызвало обеспокоенность и критику, особенно со стороны сообщества графического дизайна с манифестом «Важное вначале» (First Things First). Впервые выпущенный Кеном Гарлендом в 1964 году, он был переиздан как манифест «First Things First 2000» в 1999 году в журнале «Emigre 51». В нём говорится: «Мы предлагаем поменять приоритеты в пользу более полезных, длительных и демократических форм общения — переход от маркетинга продукта к исследованию и производству нового вида смысла. Сфера дебатов сокращается; оно должно расширяться. Потребительство работает бесспорным; это должно быть оспорено другими перспективами, выраженными, в частности, через визуальные языки и ресурсы дизайна». Оба издания привлекли подписи практикующих и мыслителей, таких как Руди ВандерЛанс, Эрик Шпикерманн, Эллен Луптон и Рик Пойнор. Манифест 2000 года также был опубликован в Adbusters, известной своей решительной критикой визуальной культуры.

## Применение

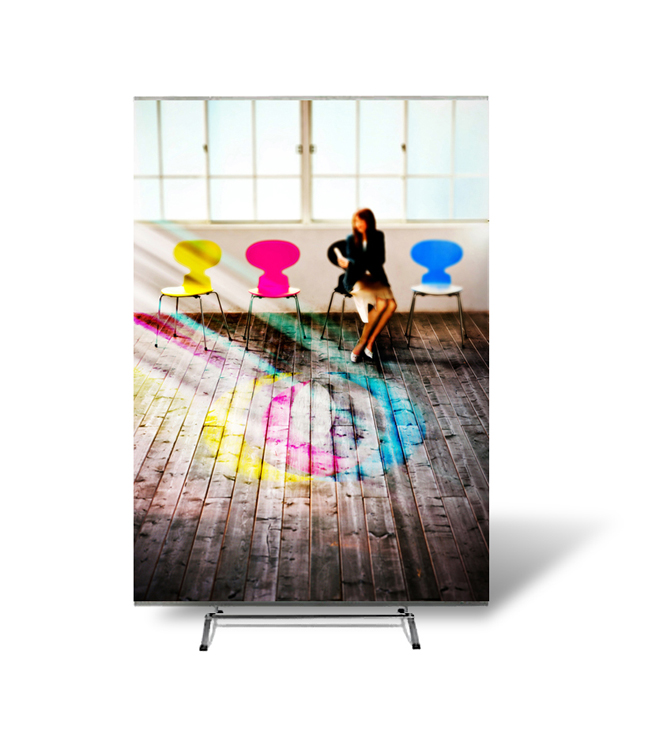
Цвет.

Графический дизайн используется для того, чтобы донести до общественности сообщение о бренде, бизнесе или чем-либо другом с помощью креативного визуального контента.
Графический дизайн применяется ко всему визуальному: от дорожных знаков до технических схем, от межведомственных меморандумов до справочных пособий.
Дизайн может помочь в продаже продукта или идеи. Он применяется к продуктам и элементам фирменного стиля, таким как логотипы, цвета, упаковка и текст, как часть брендинга (элементы рекламы). Брендинг становится все более важным в ряду услуг, предлагаемых графическими дизайнерами. Графические дизайнеры часто являются частью команды брендинга, таким образом, графический дизайн в наши дни является одним из важнейших элементов рекламы, поскольку традиционная реклама фраз и цитат больше не привлекает клиентов. Визуальная привлекательность − один из наиболее важных аспектов рекламы.
Реклама продуктов и услуг наиболее эффективна, когда графика выделяется, сохраняя при этом актуальность и ясность сообщения. Правильная графика может привлечь внимание и повысить вероятность того, что зритель купит продукт. В целом, специалисты выделяют семь основных принципов графического дизайна:
Выравнивание
Фундаментальный принцип дизайна. Будь то изображение, блок текста, заголовок или логотип, выравнивание позволяет создавать структуру внутри содержимого. Важно определить общие выравнивания страницы и минимизировать их количество. Во многих программах элементы автоматически выравниваются при перемещении. Выравнивание также устраняет хаос и случайность в расположении графики.
Контраст
Чтобы усилить разницу между двумя элементами, можно варьировать цвета, размер, формы, типографский стиль и соотношение между элементами, чтобы показать самое главное.
Цель использования контраста состоит в том, чтобы выделить определённые элементы вашего контента, улучшить читаемость вашего текста и придать ему динамизм. Макет без контрастности обычно непривлекателен для целевой аудитории.
Однородность
В многостраничном документе обычно заложена возможность предоставления читателю визуальных подсказок и размещения элементов в одних и тех же местах для облегчения понимания. Используемые стили иллюстрации и фотографии также, как правило, одинаковы во всем документе.
Ритм
Единообразие типографских стилей определяет структуру документа и позволяет создавать визуальные подсказки в макете для удобства восприятия их потребителем.
Кроме того, расстояние между элементами так же важно, как и сами графические элементы при визуализации страницы. Всегда используя одинаковый интервал (или кратный основному интервалу), обеспечивается «постоянный поток» чтения.
Простота
В народе говорят «Меньше — больше». Действительно, самый простой способ улучшить макет — это выяснить не то, что вы можете добавить, а то, что вы можете убрать, чтобы усилить визуальный эффект.
Цвет
Цвет обозначает эмоцию, тон и атмосферу визуального. Подсознательно люди ассоциируют эти цвета с референциями. Например, зелёный цвет часто ассоциируется с природой, красный — с интенсивностью, синий — со спокойствием, а чёрный — с роскошью.
В начале проекта важно определить палитру из 3-5 цветов, которая будет использоваться во всем дизайне. Эти цвета могут быть дополняющими друг друга или иметь разные оттенки для большей согласованности. Фотографии и иллюстрации также должны быть в одной цветовой гамме. Цвет напоминания всегда эффективен для усиления определённого сообщения.
Цвет имеет такое большое влияние на восприятие, что иногда лучше сначала поработать в черно-белом цвете, а потом добавить цвет к визуальным эффектам.
Типографика
В арсенале дизайнера находится огромное количество шрифтов, доступных в программном обеспечении используемого устройства. Поначалу целесообразно выбирать классические шрифты (Helvetica, Futura, Frutiger, Garamond, Univers), которые всегда являются безопасными для работы с ними новичку.
Помимо рекламы, графический дизайн применяется в индустрии развлечений для декораций и визуальных рассказов. Другие примеры дизайна для развлекательных целей включают романы, виниловые обложки альбомов, комиксы, обложки DVD-дисков, начальные титры и заключительные титры в кинопроизводстве, а также программы и реквизиты на сцене. Это может также включать художественные работы, используемые для футболок и других предметов, напечатанных на экране для продажи.
От научных журналов до сообщений о новостях представление мнений и фактов часто улучшается с помощью графики и продуманных композиций визуальной информации, известной как информационный дизайн. Газеты, журналы, блоги, телевизионные и кино документальные фильмы могут использовать графический дизайн. С появлением Интернета информационные дизайнеры с опытом работы с интерактивными инструментами все чаще используются для иллюстрации фона новостных историй. Информационный дизайн может включать в себя визуализацию данных, которая включает использование программ для интерпретации и формирования данных в визуально привлекательную презентацию, и может быть связана с информационной графикой.

### Умения
Проект графического дизайна может включать в себя стилизацию и представление существующего текста и либо ранее существующих изображений или изображений, разработанных графическим дизайнером. Элементы могут быть включены как в традиционной, так и в цифровой форме, что включает использование изобразительного искусства, типографики и методов верстки. Графические дизайнеры организуют страницы и при желании добавляют графические элементы. Графические дизайнеры могут нанять фотографов или иллюстраторов для создания оригинальных произведений. Дизайнеры используют цифровые инструменты, часто называемые интерактивным дизайном или мультимедийным дизайном. Дизайнеры нуждаются в навыках общения, чтобы убедить аудиторию и продать свои проекты.
«Школа процесса» связана с общением; он выделяет каналы и мультимедиа, по которым передаются сообщения и посредством которых отправители и получатели кодируют и декодируют эти сообщения. Семиотическая школа рассматривает сообщение как конструкцию знаков, которая посредством взаимодействия с получателями производит смысл; общение как агент.

#### Типографика
Типографика включает в себя дизайн шрифта, изменение глифов шрифта и расположение шрифта. Типовые глифы (символы) создаются и модифицируются с использованием техники иллюстрации. Набор текста включает выбор гарнитуры, кегля, трекинга (межсимвольного расстояния между всеми символами), кернинга (межсимвольного расстояния между двумя конкретными символами) и интерлиньяжа (межстрочного интервала).
Типографика выполняется наборщиками, шрифтовиками, художниками-графиками, художественными руководителями и служащими. До эпохи цифровых технологий типография была специализированным занятием. Определённые шрифты сообщают или напоминают стереотипные представления. Например, «Report 1942» — это шрифт, который печатает текст, похожий на печатную машинку или винтажный отчет.

#### Макет страницы

Золотое сечение в книжном дизайне

Макет страницы связан с расположением элементов (содержимого) на странице, таких как размещение изображений, расположение текста и стиль. Дизайн страницы всегда был предметом рассмотрения в печатных материалах и в последнее время распространен на такие дисплеи, как веб-страницы. Элементы, как правило, состоят из типа (текст), изображений и (иногда с печатными носителями) графических элементов-заполнителей, таких как диолин, для элементов, которые не печатаются чернилами, таких как высечка / лазерная резка, тиснение фольгой или слепое тиснение.

### Гравюра
Гравюра — создание произведений искусства путем печати на бумаге и других материалах или поверхностях. Процесс способен производить несколько одинаковых работ, каждый из которых называется печатью. Каждый отпечаток является оригиналом, технически известным как оттиск. Отпечатки создаются с единственной оригинальной поверхности, технически матрицы. Обычные типы матриц включают в себя: металлические пластины, обычно медные или цинковые для гравировки или травления; камень, используемый для литографии; деревянные блоки для гравюры на дереве, линолеум для линогравюры и тканевые пластины для трафаретной печати. Работы, напечатанные на одной пластине, создают издание, в наше время обычно каждое из которых подписано и пронумеровано, чтобы сформировать ограниченное издание. Отпечатки могут быть опубликованы в виде книги, как книги художника. Один отпечаток может быть продуктом одного или нескольких методов.

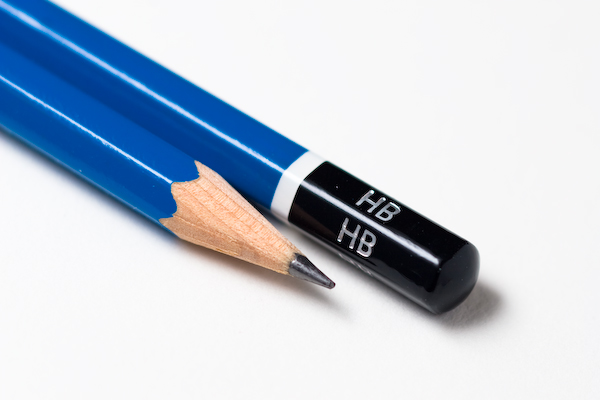
Карандаш является одним из самых основных инструментов графического дизайна.

Помимо технологий, графический дизайн требует осмысленности и креативности. Критическое, наблюдательное, количественное и аналитическое мышление необходимы для макетов дизайна и рендеринга. Если исполнитель просто следует решению (например, эскизу, сценарию или инструкциям), предоставленному другим дизайнером (таким как художественный руководитель), то исполнитель обычно не считается дизайнером.

### Стратегия
Стратегия становится все более важной для эффективного графического дизайна. Основное различие между графическим дизайном и искусством состоит в том, что графический дизайн решает проблему, а также является эстетически приятным. Важно, чтобы дизайнер понимал потребности своих клиентов, а также потребности людей, которые будут взаимодействовать с дизайном. Работа дизайнеров заключается в том, чтобы объединить деловые и творческие цели, чтобы поднять дизайн за пределы чисто эстетических средств.

## Инструменты
Метод представления (например, Аранжировки, стиль, среда) важен для дизайна. Инструменты разработки и презентации могут изменить восприятие проекта аудиторией. Изображение или макет создается с использованием традиционных носителей и направляющих или инструментов для редактирования цифровых изображений на компьютерах. Инструменты в компьютерной графике часто берут традиционные названия, такие как «ножницы» или «ручка». Некоторые инструменты графического дизайна, такие как сетка, используются как в традиционной, так и в цифровой форме.
В середине 1980-х годов в программных приложениях для настольных издательских систем и графического искусства появились возможности управления изображениями и создания компьютерных изображений, которые ранее выполнялись вручную. Компьютеры позволили дизайнерам мгновенно увидеть эффекты макета или типографских изменений и смоделировать эффекты традиционных медиа. Традиционные инструменты, такие как карандаши, могут быть полезны, даже когда компьютеры используются для доработки; дизайнер или арт-директор могут набросать многочисленные концепции как часть творческого процесса. Стилусы могут использоваться с планшетными компьютерами для цифрового захвата чертежей.

### Компьютеры и программное обеспечение
Дизайнеры не согласны, способствуют ли компьютеры творческому процессу. Некоторые дизайнеры утверждают, что компьютеры позволяют им быстро и более детально исследовать множество идей, чем это можно сделать с помощью ручного рендеринга или вставки. В то время как другие дизайнеры находят безграничный выбор из цифрового дизайна, это может привести к параличу или бесконечным итерациям без четкого результата.
Большинство дизайнеров используют гибридный процесс, который сочетает в себе традиционные и компьютерные технологии. Сначала для получения идеи используются одобренные макеты, а затем на компьютере создается отполированный визуальный продукт.
Предполагается, что графические дизайнеры будут хорошо владеть программами для создания изображений, типографики и верстки. Почти все популярные и «стандартные» программы, используемые графическими дизайнерами с начала 1990-х годов, являются продуктами Adobe Systems Incorporated. Adobe Photoshop (растровая программа для редактирования фотографий) и Adobe Illustrator (векторная программа для рисования) часто используются на заключительном этапе. Дизайнеры часто используют заранее разработанные растровые изображения и векторную графику в своих работах из баз данных онлайн-дизайна. Растровые изображения могут редактироваться в Adobe Photoshop, логотипы и иллюстрации в Adobe Illustrator, а конечный продукт собирается в одной из основных программ верстки, таких как Adobe InDesign, Serif PagePlus и QuarkXpress. Мощные программы с открытым исходным кодом (которые бесплатны) также используются как профессиональными, так и обычными пользователями для графического дизайна. К ним относятся Inkscape (для векторной графики), GIMP (для редактирования фотографий и обработки изображений), Krita (для рисования) и Scribus (для макетирования).

## Связанные области дизайна
С момента появления персональных компьютеров многие графические дизайнеры стали участвовать в разработке интерфейса в среде, обычно называемой графическим интерфейсом пользователя (GUI). Это включает в себя веб-дизайн и разработку программного обеспечения, когда интерактивность конечного пользователя является соображением дизайна макета или интерфейса. Объединяя навыки визуальной коммуникации с пониманием взаимодействия с пользователем и онлайн-брендинга, графические дизайнеры часто работают с разработчиками программного обеспечения и веб-разработчиками, чтобы создать внешний вид веб-сайта или программного приложения. Важным аспектом дизайна интерфейса является дизайн иконок.

### Дизайн пользовательского опыта
Дизайн пользовательского опыта — это изучение, анализ и развитие взаимодействия человека с компанией или её продуктами.

### Опытный графический дизайн
Опытный графический дизайн — это применение коммуникативных навыков в искусственной среде. Эта область графического дизайна требует, чтобы практикующие специалисты понимали физические установки, которые должны быть изготовлены, и выдерживали те же условия окружающей среды, что и здания. Таким образом, это междисциплинарный совместный процесс с участием дизайнеров, производителей, градостроителей, архитекторов, производителей и строительных бригад.
Опытные графические дизайнеры пытаются решить проблемы, с которыми люди сталкиваются при взаимодействии со зданиями и пространством. Примеры практических областей для экологических графических дизайнеров Таблички, placemaking, фирменные среды, выставки и музейные экспозиции, общественные установки и цифровые среды.

## Профессии
Карьера в графическом дизайне охватывает все части творческого спектра и часто пересекается. Работники выполняют специализированные задачи, такие как дизайнерские услуги, издательская деятельность, реклама и связи с общественностью. По состоянию на 2017 год средняя заработная плата составляла 48 700 $ в год. Основные должности в отрасли часто зависят от страны. Они могут включать в себя: графический дизайнер, арт-директор, творческий директор, художник-мультипликатор и художник начального уровня производства. В зависимости от обслуживаемой отрасли обязанности могут иметь разные названия, например «DTP Associate» или «Graphic Artist». В обязанности могут входить специальные навыки, такие как иллюстрация, фотография, мультипликация или интерактивный дизайн.
Ожидается, что к 2026 году занятость в разработке интернет-проектов увеличится на 35 %, а занятость в традиционных медиа, таких как дизайн газет и книг, снизится на 22 %. Графические дизайнеры будут постоянно изучать новые программы и методы.
Графические дизайнеры могут работать в компаниях, специально предназначенных для этой отрасли, таких как дизайнерские консультации или брендинговые агентства, другие могут работать в издательских, маркетинговых или других коммуникационных компаниях. Особенно после появления персональных компьютеров многие графические дизайнеры работают в качестве дизайнеров в организациях, не ориентированных на дизайн. Графические дизайнеры также могут работать внештатно, работая на собственных условиях, ценах, идеях и так далее.
Графический дизайнер обычно отчитывается перед арт-директором, творческим директором или старшим медиа-креативщиком. По мере того, как дизайнер становится старше, они тратят меньше времени на разработку и больше времени руководят и направляют других дизайнеров на более широкие творческие действия, такие как разработка бренда и разработка фирменного стиля. От них часто ожидают более непосредственного взаимодействия с клиентами, например, для получения и интерпретации брифов.

### Краудсорсинг в графическом дизайне
Джефф Хоу из Wired Magazine впервые использовал термин «краудсорсинг» в своей статье 2006 года «Рост краудсорсинга». Он охватывает такие творческие области, как графический дизайн, архитектура, дизайн одежды, письмо, иллюстрации и т. д. Задачи могут быть назначены отдельным лицам или группе и могут быть классифицированы как сходящиеся или расходящиеся. Пример расходящейся задачи — создание альтернативного дизайна для плаката. Примером сходящейся задачи является выбор одного дизайна плаката.